# Anoplonyx ovatus
Anoplonyx ovatus är en stekelart som först beskrevs av Ernst Gustav Zaddach 1883.  Anoplonyx ovatus ingår i släktet Anoplonyx, och familjen bladsteklar. Arten är reproducerande i Sverige.